# 中河原理
中河 原理（なかがわ げんり、1931年11月4日 - 1998年4月3日）は、朝日新聞記者、音楽評論家。

## 来歴
作家・中河与一の次男として東京都に生まれる。
旧制成蹊高等学校卒業。
東京大学英文科卒業、同修士課程修了、朝日新聞社に入社、音楽評論家として活動した。
平明で的確なクラシック音楽評で知られた。
1998年4月3日、心筋梗塞のため66歳で亡くなった。

## 出演番組
- クラシックギャラリー（NHK-FM）
- 名曲ギャラリー（NHK-FM）

## 著書
- 名曲との対話 オーケストラに聴く103曲 音楽之友社 1971年
- ヨーロッパ音楽の旅  音楽之友社 1973年
- エッセイ名曲入門  83曲に聴く 芸術現代社 1978年8月
- 音楽と音楽家の世界 共同通信社 1978年11月 (FM選書)
- 音楽を聴くということ 作曲家30人の作品と魅力 共同通信社 1979年10月 (FM選書)
- 名曲鑑賞辞典（編）東京堂出版 1981年4月
- 音楽への旅立ち そのさまざまな誘ない 芸術現代社 1982年10月
- 民俗芸能の楽しみ  祭りの心、民衆の顔 春秋社 1985年2月
- 音楽の展望台 クラシックから民族音楽まで 誠文堂新光社 1985年4月
- 音楽西から東から クラシックからエスニックまで 音楽之友社 1987年7月
- 演奏家26人の意見 音楽対談集 帰徳書房 1989年12月
- クラシックの森  春秋社 1990年7月
- オペラ鑑賞辞典（編）東京堂出版 1990年7月
- ピアノ曲鑑賞辞典（編）東京堂出版 1992年3月
- クラシック作曲家辞典（監修）東京堂出版 1992年7月
- 声楽曲鑑賞辞典（編）東京堂出版 1993年9月
- おもにオペラを聞いて見た 春秋社 1993年11月

## 翻訳
- グランド・オペラ 世界の歌劇場にみるオペラの歴史 アントニー・ギシュフォード 三浦淳史共訳 音楽之友社 1975年
- ピアノ音楽の巨匠たち ハロルド・C・ショーンバーグ 矢島繁良共訳 芸術現代社 1977年6月
- グスタフ・マーラー その生涯と作品 マイケル・ケネディ 芸術現代社 1978年3月
- ベートーヴェン フリッツ・ツォーベライ 芸術現代社 1980年7月 (絵と作曲家の言葉による評伝シリーズ)
- グスタフ・マーラー 隠されていた手紙 音楽之友社 1988年10月